# Ewodia (imię)
Ewodia – imię żeńskie pochodzenia greckiego, żeński odpowiednik imienia Ewodiusz, złożonego z członów eu- ("dobry") i hodos- ("droga"), i oznaczającego "człowiek dobrej drogi, mający powodzenie". Ewodia jest wspomniana w liście św. Pawła do Filipian. Kościół katolicki notuje sześciu świętych Ewodiuszów — patronów tego imienia. 
Ewodia imieniny obchodzi 25 kwietnia, 6 maja i 8 października.